# Đình Ngô Nội
Đình Ngô Nội là một ngôi đình cổ tại thôn Ngô Nội (trước năm 1936 gọi là làng Ngô Xá), xã Trung Nghĩa, huyện Yên Phong, tỉnh Bắc Ninh.

## Khái lược
Đình được xây dựng vào khoảng nửa cuối thế kỷ XIV-XV nằm trong quần thể 4.000 m², thờ Quý Minh một anh hùng thời Hùng Vương, người được các triều đại phong kiến Việt Nam phong là "Quý Minh đại vương thượng đẳng thần".
Trong quá trình tồn tại, dân làng Ngô Xá đã tu bổ ngôi đình nhiều lần. Vào năm 1910 ngôi đình được trùng tu xây dựng lớn nhất với đầy đủ: tòa đại đình, nhà tiền tế, hai tòa giải vũ, cột đồng trụ, hồ bán nguyệt... Những năm kháng chiến chống Pháp đình bị tàn phá và tháo dỡ hầu hết các công trình phụ trợ, riêng tòa đại đình vẫn hiên ngang và hòa quyện với trời đất theo lối kiến trúc năm gian gỗ lim, hai trái, mái ngói mũi hài, cong đao rồng trên khuôn viên 240 m², Ở đây có nhiều hình chạm khắc rất đẹp, thể hiện nhiều nét tinh hoa văn hóa dân tộc. Trong tạo hình ở đình Ngô nội người ta còn thấy nhiều mảng chạm khắc đặc biệt đó là hình những con rồng với những vân xoắn, cuộn và những linh vật như Long, Ly, Quy, Phượng, mặt Hổ được thể hiện cách điệu rất riêng biệt không trùng lặp với bất cứ kiến trúc nào quanh vùng. Đặc biệt tại đình Ngô Nội còn lưu trữ bức trạm kể về câu chuyện tình yêu của đôi trai gái xưa kia bên giếng Làng, từ câu chuyện trong bức trạm cho ta thấy nghệ thuật dân gian đã diễn tả và đề cao tình yêu đôi lứa, sự phồn thực và bình đẳng của người dân xứ này xưa kia. Hiện nay ngoài kiến trúc uy nghi mà uyển chuyển, tinh tế và mang tính nghệ thuật cao đình Ngô Nội còn lưu giữ được 53 tờ sắc phong của các triều vua từ triều Nhà Mạc, Quang Trung... đến thời Nguyễn và trở thành là một trong những ngôi đình còn lưu giữ được nhiều sắc phong nhất nước. Ngoài ra còn nhiều thư tích bằng chữ Hán công nhận đình Ngô Nội là trung tâm văn hóa tinh thần của khu vực tổng Nội Trà. Trong một bản khắc gỗ còn lưu giữ tại đình Ngô Nội thì vào năm thứ năm triều đại Cảnh Hưng 1744, vua Lê Hiển Tông đã ban tặng dân làng ba chữ "Trung nghĩa dân" đúng như sự thành kính của dân làng với Đức Thành Hoàng và sự trung-nghĩa của người dân nơi đây với dân tộc. 
Trong dịp hội làng 15 tháng riêng năm Tân Mão-2011, dân làng Ngô Nội đã khánh thành việc tu bổ, xây dựng tổng thể không gian đình Ngô Nội.